# آدم بن صبيح الكوفي
آدم بن صبيح الكوفي. هو أحد رواة الحديث عند الشيعة، ومن أصحاب جعفر الصادق. ذكره محمد بن الحسن الطوسي في رجاله ونصّ على وثاقته، وقد نقل ابن حجر قول الطوسي عن الكوفي في لسان الميزان.

### كتب
- أعيان الشيعة. محسن الأمين، طبع بيروت - لبنان، تاريخ الطبع مفقود، منشورات دار التعارف.

### إشارات مرجعية
1. ↑  
الأمين، محسن. أعيان الشيعة - ج2. ص. 86. مؤرشف من الأصل في 2019-12-07.
2. ↑  
العسقلاني، ابن حجر. لسان الميزان - ج1. ص. 336. مؤرشف من الأصل في 2019-12-07.